# Caçapa
Caçapa (* 29. Mai 1976 in Lavras, Brasilien; bürgerlich Claudio Roberto da Silva) ist ein ehemaliger brasilianischer Fußballspieler. Seit dem 5. Oktober 2006 besitzt er neben der brasilianischen auch die französische Staatsbürgerschaft.

## Spielerkarriere
Der Innenverteidiger Caçapa begann seine Profikarriere im Jahre 1997 bei Atlético Mineiro in Brasilien. Bis zu seinem Wechsel nach Europa während der Winterpause 2000/01 bestritt er 68 Partien in der 1. Brasilianischen Liga, wobei er zwei Tore schoss. Danach kam er nach Frankreich zu Olympique Lyon, wo er am 17. Februar 2001 seinen ersten Einsatz beim Division 1-Spiel gegen den FC Toulouse hatte. Für Lyon bestritt Caçapa 125 Ligue-1-Einsätze, in welchen er sieben Tore schoss, dazu insgesamt 18 Partien in den nationalen Pokalwettbewerben. Im Europacup kam er 29-mal zum Einsatz (davon 27 Einsätze in der UEFA Champions League und zwei im UEFA-Pokal), schoss aber noch kein Tor. Im Sommer 2007 wechselte er ablösefrei zum Premier-League-Klub Newcastle United. Dort war er Stammkraft, bevor er durch Verletzungen häufig ausfiel und nur noch gelegentlich eingesetzt wurde. Im August 2009 verließ er den Klub zu Cruzeiro Belo Horizonte. Anfang 2011 kehrte er nach Europa zurück und schloss sich FC Évian Thonon Gaillard in der französischen Ligue 2 an. Am Ende der Saison 2010/11 erreichte er mit seiner Mannschaft den Aufstieg. Nach einem halben Jahr beim Avaí FC in Brasilien beendete er im Jahr 2011 seine Laufbahn.

### Nationalmannschaft
Caçapa wurde insgesamt viermal in der brasilianischen Nationalmannschaft eingesetzt.

## Trainerkarriere
Nach dem Ende seiner aktiven Karriere arbeitete Caçapa zunächst als Trainer der brasilianischen U-15-Nationalmannschaft. Anfang 2016 wurde er Assistenztrainer von Bruno Génésio bei Olympique Lyon.
Anfang Juli 2023 übernahm er „vorübergehend“ die Aufgabe des Trainers beim brasilianischen Verein Botafogo FR. Die Position war frei geworden, nachdem der vorherige Trainer Luis Castro seine Tätigkeit dort aufgegeben hatte.
Ende Juli 2023 wechselte er von dort zum belgischen Erstdivisionär RWD Molenbeek. Dabei gehören sowohl Lyon, Botafogo als auch RWDM alle zur Eagle Football Group.

## Erfolge
- Französischer Fußballmeister: 2002, 2003, 2004, 2005, 2006, 2007
- Trophée des Champions: 2002, 2003, 2004, 2005, 2006
- Coupe de la Ligue: 2001